# Didrik Marksten
Didrik Marksten (Oslo, 1º marzo 1971) è un ex sciatore alpino norvegese.

## Biografia
Sciatore polivalente, Didrik Marksten debuttò in campo internazionale in occasione dei Mondiali juniores di Zinal 1990 e ottenne il primo piazzamento in Coppa del Mondo il 6 gennaio 1991 a Garmisch-Partenkirchen giungendo 14º in supergigante. Poche settimane dopo venne convocato per i Mondiali di Saalbach-Hinterglemm, sua unica presenza iridata, dove concluse 8º sia nello slalom gigante sia nello slalom speciale.
Il 2 febbraio 1992 raggiunse l'apice della carriera sulle nevi di Saint-Gervais-les-Bains dove ottenne l'unica vittoria in Coppa del Mondo, nonché primo podio, in slalom gigante; ai successivi XVI Giochi olimpici invernali di Albertville 1992, sua unica presenza olimpica, non concluse né lo slalom gigante né lo slalom speciale e il 20 marzo successivo a Crans-Montana colse il secondo e ultimo podio in Coppa del Mondo, sempre in slalom gigante (3º). Concluse l'attività agonista due anni dopo, ventitreenne, con lo slalom gigante di Coppa del Mondo disputato nella medesima località il 18 gennaio 1994 e nel quale si classificò 19º.

## Palmarès

### Coppa del Mondo
- Miglior piazzamento in classifica generale: 25º nel 1992
- 2 podi (entrambi in slalom gigante):
  - 1 vittoria
  - 1 terzo posto

#### Coppa del Mondo - vittorie
| Data            | Località                | Paese   | Specialità |
| --------------- | ----------------------- | ------- | ---------- |
| 2 febbraio 1992 | Saint-Gervais-les-Bains | Francia | GS         |

Legenda:

GS = slalom gigante

### Campionati norvegesi
- 4 medaglie (dati dalla stagione 1989-1990):
  - 3 argenti (supergigante, slalom gigante[senza fonte] nel 1991; slalom gigante[senza fonte] nel 1992)
  - 1 bronzo (slalom gigante[senza fonte] nel 1990)